# Antonio Orozco
Antonio José Orozco Ferrón, conegut artísticament com a Antonio Orozco   (Barcelona, 23 de novembre de 1972) és un cantant i compositor català. Ha venut més d'un milió i mig de còpies des del seu primer disc Un reloj y una vela l'any 2000 fins a l'actualitat.

## Biografia
Antonio Orozco va néixer a Barcelona. Fill de pares sevillans i de classe treballadora, és el més gran de tres germans.
La seva afició a compondre, cantar i tocar la guitarra es remunta a quan, amb 15 anys, en un viatge a Sevilla, al barri de Triana veu i sent cantar i tocar a uns nois al carrer Betis, a prop del riu Guadalquivir. Va reunir una mica de diners i es va comprar la seva primera guitarra, que encara conserva.
La seva infantesa la passa a l'Hospitalet de Llobregat, al carrer Renclusa del barri de la Florida.
Al març de 2000 edita amb Horus i amb productors com Xavi Pérez (productor també de Jere) i Tato Latorre Un reloj y una vela, del qual ha venut actualment més de 100 000 còpies. A l'octubre del 2001 surt a la venda el seu segon disc Semilla del Silencio (mateixa discogràfica i mateixos productors que l'anterior), del que va fer una reedició amb DVD d'un directe a la Sala Luz de Gas de Barcelona, i del que ha venut actualment més de 300 000 còpies.
Al maig de 2004 surt el seu disc El principio del comienzo amb la discogràfica Universal. D'aquest confessa que és realment el seu estil, que li han deixat fer a la seva manera, amb el consens dels seus productors de tota la vida.
Els seus duets més coneguts són els que ha fet amb Lucie Silvas (What You're Made Of),amb Malú (Devuélveme la vida) i amb Luis Fonsi (Ya lo sabes).
En el 2005 edita el disc Antonio Orozco, que és una recopilació de les seves dotze millors cançons amb les quals es dona a conèixer a Amèrica Llatina i altres parts del món. En la versió que va sortir a Espanya d'aquest disc, s'incloïen tres temes nous ("Una y otra vez", "Soñando volver" i "Tapas" -banda sonora de la pel·lícula del mateix títol-, a part de versions acústiques d'altres cançons seves). A més va fer de teloner de Juanes en el seu gira americana, actuant en els concerts de Nova York, Miami i Los Angeles. Aquesta va ser la manera de donar-se a conèixer al mercat americà.

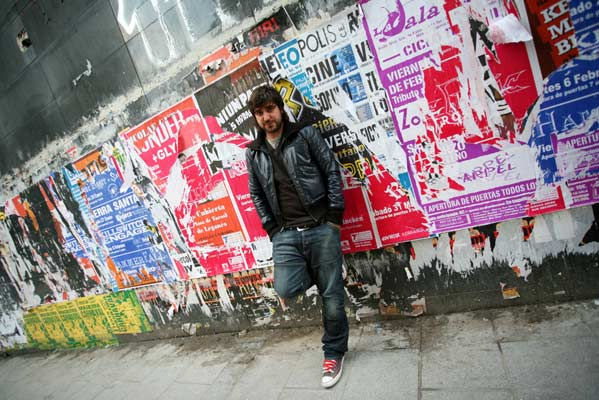
Antonio Orozco, el 2007

En 2007 publica el seu quart disc, Cadizfornia on canta a duo amb Toteking, Iván Ferreiro i Youssou N'Dour.
Orozco ha collit ja diversos premis entre els quals destaquen per la seva importància un Premi Ondas al Millor Directe i un premi La teva música, (de l'Illa de Puerto Rico) a la seva cançó Devuélveme la vida.
El 29 de setembre de 2009 edita nou disc que es titula "Renovatio".
El juny de 2013 es confirma la seva participació en la segona edició del talent xou "La voz" (Telecinco), formant part dels quatre "coaches" del programa, en reemplaçament de Melendi.
El 21 d'octubre de 2013 Antonio Orozco aprofita l'estirada de la Veu i presenta nou single, "Llegará". Aquest tema dona pas al seu setè disc que surt a la venda el 3 de desembre de 2013, Dos orillas, que arriba dos anys després de la publicació de Diez, el disc amb el qual el català celebrava els seus 10 anys de carrera. Amb aquest nou treball, el cantant, aconsegueix ser Disc d'Or en tan sols 24 hores i Disc de Platí en dues setmanes. A més, el disc que ha estat produït i compost tant a Espanya com a Amèrica (d'aquí el perquè del títol, entre les dues ribes de l'Atlàntic), pren un nou aire alguna cosa electrònic fusionat amb un inconfusible so pop.
"Diez" és una producció internacional molt cuidada. Compta amb la participació de músics de la talla de Doug Emery al piano, Dan Warner a les guitarres, Jean Rodríguez en els cors, Aaron Sterling a la bateria i Sean Hurley en el baix.
El 2023 va ser pregoner de les Festes de Primavera de l'Hospitalet. Arxivat 2023-07-13 a Wayback Machine.

## Discografia
- Un reloj y una vela (2000)
- Semilla del silencio (2001)
- El principio del comienzo (2004)
- Cadizfornia (2006)
- Renovatio (2009)
- Diez (2011)
- Dos orillas (2013)
- Destino (2015)
- Aviónica (2020), un dels discs més venuts de l'any a Catalunya, segons l'Anuari de la Música.[2]

## Discografia recopilatòria
- Antonio Orozco, edición tour 05 (2005)
- Diez (2011)
- Pedacitos de mí (2021)

## Reedicions
- Renovatio 2011 (2011)
- Diez (Siempre imperfectos) (2012)
- Dos orillas (Deluxe) (2014)
- Destino (Última llamada) (2017)

## Singles
- 2000 Locura de amor
- 2000 Un reloj y una vela
- 2001 Rarezas
- 2001 Devuélveme la vida (a dúo con Malú)
- 2001 Tú me das
- 2003 El viaje
- 2004 Quiero ser
- 2004 Estoy hecho de pedacitos de ti
- 2004 Es mi soledad
- 2005 Lo que tú quieras soy
- 2005 Una y otra vez
- 2006 Tres corazones
- 2006 Dime porqué
- 2007 Hoy todo va al revés (a dúo con Tote King)
- 2007 La cuestión
- 2008 Soldado 229 (a dúo con Iván Ferreiro)
- 2009 Qué me queda
- 2010 Llévatelo
- 2011 Ya lo sabes (con Luis Fonsi) [México]
- 2011 No hay más
- 2012 Pedacitos de ti
- 2013 Llegará por mi